# Parana pine

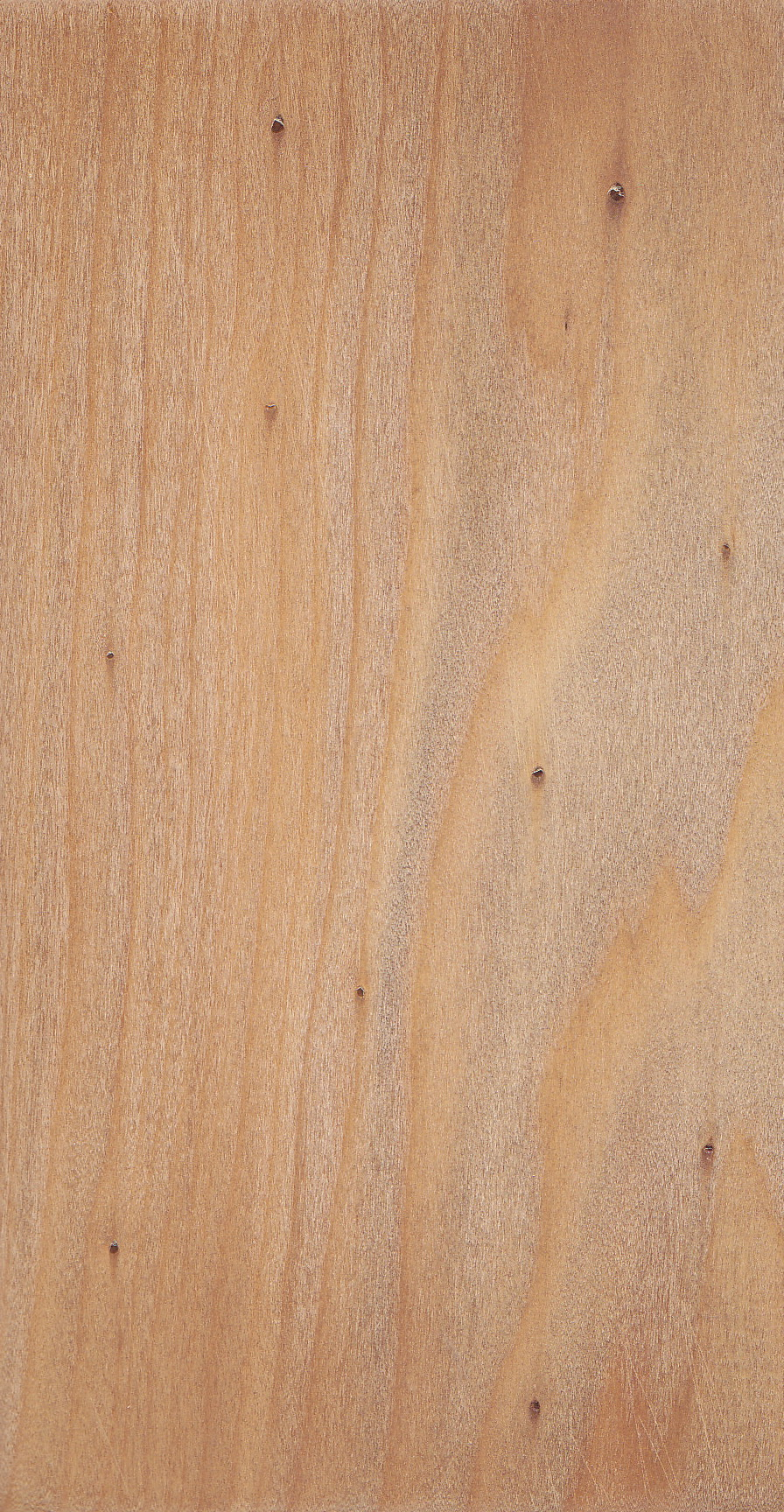
Met duidelijke pitkwastjes

Parana pine is een houtsoort die ooit op grote schaal is geïmporteerd voor binnentimmerwerk, vooral voor schrootjes.
Het is recht van draad en mooi gelijkmatig van structuur. Anders dan bij veel naaldhout-soorten is er geen groot verschil tussen vroeg- en laathout (de groeigebieden zijn warmer), al zijn de groeiringen toch min of meer duidelijk zichtbaar. Wel heeft het vaak volop pitkwastjes. Ook komt regelmatig drukhout voor. Het spint is bleekgeel, het kernhout grijsbruin (soms tamelijk donker), en wil nogal eens rode strepen hebben.
Het hout hoort langzaam gedroogd te worden; naarmate het hout donkerder is of meer rode strepen heeft is er meer kans op problemen bij het drogen. Het hout is tamelijk zacht en makkelijk te bewerken, inclusief draaien en schillen (voor fineer): het werd behalve voor schrootjes ook veel gebruikt voor bijvoorbeeld lijstwerk en (bezem)stelen.
Er waren grote bestanden van de betreffende boom (Araucaria angustifolia) in de warm gematigde streken van Zuid-Amerika (noorden van Argentinië, zuiden van Brazilië, Paraguay) maar deze zijn weggekapt. Tegenwoordig wordt deze houtsoort niet of nauwelijk meer geïmporteerd.